# Wilhelm Klein (Tiermediziner)
Wilhelm Klein (* 5. März 1885; † 30. Dezember 1955) war ein deutscher Veterinärmediziner.

## Leben
Wilhelm Klein studierte Veterinärmedizin an der Königlichen Central-Thierarzneischule in München. 1904 wurde er Mitglied des Corps Vandalia München. 1915 wurde er an der Tierärztlichen Hochschule Berlin zum Dr. med. vet. promoviert. Nach dem Ersten Weltkrieg habilitiert, wurde er zum Professor der Tierphysiologie und Vorsteher der Abteilung Grund- und Hilfswissenschaften an die Landwirtschaftliche Hochschule Poppelsdorf berufen. Als NSDAP-Mitglied wurde er im April 1933 in einem umstrittenen Wahlverfahren zum Nachfolger von Georg Rothes als Rektor der Poppelsdorfer Hochschule gewählt. Nach der Wiederholung der Wahl am 13. Juni 1933, bei der Klein und Paul Sawel die gleiche Anzahl an Stimmen erlangt hatten, wurde Sawel vom Landwirtschaftsminister zum Rektor ernannt.

## Schriften
- Zur Ernährungsphysiologie landwirtschaftlicher Nutztiere, besonders des Rindes, 1915